# Pascal Martinot-Lagarde
Pour les articles homonymes, voir Martinot-Lagarde et PML.
Pascal Martinot-Lagarde (parfois appelé PML), né le 22 septembre 1991 à Saint-Maur-des-Fossés est un athlète français, spécialiste du 110 mètres haies.
Détenteur du record de France du 110 mètres haies en 12 s 95  depuis 2014, champion d'Europe en 2018, il remporte la médaille de bronze sur 110 mètres haies aux championnats du monde en 2019 à Doha.
Il est le frère cadet de Thomas Martinot-Lagarde, lui aussi hurdleur de haut niveau.

## Études
Pascal Martinot-Lagarde a été élève puis étudiant au lycée La Mare Carrée à Moissy-Cramayel en Seine-et-Marne. Il y obtient un baccalauréat en sciences et technologies industrielles génie électrotechnique en 2009, puis un brevet de technicien supérieur de contrôle industriel et régulation automatique (CIRA) en 2011.

## Biographie

### Éclosion internationale chez les juniors
Pascal Martinot-Lagarde décroche son premier titre de champion de France du 110 mètres haies chez les cadets en 2008 à Lyon en 13 s 82. En 2009, dans la catégorie junior, il devient champion de France en salle du 60 mètres haies à l'INSEP en 7 s 81 puis vice-champion du 110 mètres haies à Bondoufle (en plein air) en 14 s 12 après avoir chuté avec Thomas Delmestre. Il se classe quatrième des championnats d'Europe juniors 2009 à Novi Sad en Serbie en 13 s 45 après avoir couru sa demi-finale en 13 s 40.
En 2010, il améliore une première fois le record de France junior du 60 mètres en salle à Eaubonne en 7 s 66 auparavant détenu par Ladji Doucouré en 7 s 68. Puis il conserve son titre de champion de France junior du 60 mètres haies à Aubière en améliorant à nouveau le record de France junior du 60 m haies en 7 s 61. Sur les haies à 1,06 m en plein air, il bat un premier record junior en 13 s 74 à Montgeron (mai 2010) et enchaîne avec un record de 13 s 37 avec les haies de 99 cm, obtenu à Mannheim, le 3 juillet 2010. Le 25 juillet 2010, il devient champion du monde junior du 110 m haies à Moncton en 13 s 52 devant le norvégien Vladimir Vukicevic (13 s 59) et l'anglais Jack Meredith (13 s 59), après un contact à la 9e haie avec l'Américain Caleb Cross.
Le 29 septembre, il finit 4e du vote de désignation de la « révélation de l'année » 2010 par l'Association européenne d'athlétisme (EAA) derrière notamment Teddy Tamgho, révélation européenne de l'année et Eusebio Caceres, grand espoir européen du saut en longueur.

### 2012: champion de France et première médaille mondiale chez les seniors

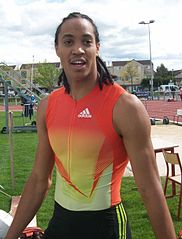
Pascal Martinot-Lagarde en avril 2012 à Savigny-le-Temple.

Lors des championnats de France en salle 2012 à Aubière, il devance en finale dans un temps de 7 s 54 l'expérimenté Cédric Lavanne (7 s 65) et l'ancien champion du monde Ladji Doucouré (7 s 71). Il devient ainsi champion de France élite 2012 du 60 mètres haies et décroche sa sélection pour les Championnats du monde en salle à Istanbul où, en parfait outsider après avoir terminé premier de sa série et de sa demi-finale, il termine 3e en 7 s 53, dans une course remportée par Aries Merritt en 7 s 44 devant Liu Xiang, 7 s 49.
Il souffre d'un décollement de l'aponévrose de l'ischio-jambier droite, celui de sa jambe d'attaque, lors de sa préparation à la saison en plein air ce qui l'empêche de prendre part aux championnats d'Europe 2012 et rend difficile sa qualification pour les JO 2012.
Le 14 novembre 2012, lors de la 9e cérémonie des Trophées des Espoirs de l'Association des Amis de l'INSEP, il est lauréat du Prix de la Fondation Aéroports de Paris qui lui est remis au siège du Comité national olympique et sportif français (CNOSF) en présence de la ministre des sports Valérie Fourneyron.

### Saison 2013
Lors des championnats de France en salle 2013 à Aubière, il conserve son titre national sur 60 mètres haies en égalant son record personnel (7 s 53) devant Dimitri Bascou (7 s 56) et son grand frère Thomas Martinot-Lagarde (7 s 75). Le 1er mars 2013, il prend la médaille de bronze des championnats d'Europe en salle à Göteborg égalant à nouveau son record personnel (7 s 53), devancé par le Russe Sergueï Choubenkov, meilleure performance mondiale 2013 en 7 s 49, et l'Italien Paolo Dal Molin, nouveau record d'Italie en 7 s 51.
Début juin 2013, Pascal Martinot-Lagarde établit la marque de 13 s 33 lors du meeting de Montreuil, avant de porter son record personnel à 13 s 31  (+0,9 m/s) quelques jours plus tard au meeting Golden Gala de Rome où il termine deuxième de l'épreuve derrière le Russe Sergueï Choubenkov. Le 6 juillet, au Stade de France, il abaisse de 19/100e son record personnel en se classant deuxième du meeting Areva, derrière l'Américain Aries Merritt, dans le temps 13 s 12 (vent nul). Il devient à cette occasion le deuxième meilleur performeur français de tous les temps, derrière Ladji Doucouré.

### Saison 2014: vainqueur de la ligue de diamant

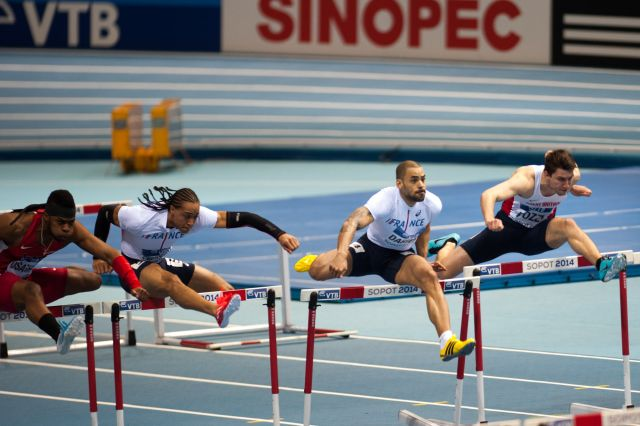
Pascal Martinot-Lagarde (deuxième en partant de la gauche) lors des championnats du monde en salle 2014.

Il passe une partie de l'hiver en Martinique, où il expérimente une nouvelle technique de course, en passant de huit à sept foulées avant la première haie. De retour en France pour le meeting de Mondeville, il pulvérise son record personnel (7 s 45) et devient meilleur performeur mondial de la saison. Le 22 février, il remporte le titre de champion de France en salle du 60 m haies à Bordeaux, avec un temps de 7 s 49. Lors des championnats du monde en salle se déroulant à Sopot, en Pologne, il obtient la médaille d'argent sur 60 mètres haies, derrière l’Américain Omo Osaghae et devant son compatriote Garfield Darien, dans le temps de 7 s 46. En avril 2014, PML décide de se séparer de son entraîneur, Patricia Girard, pour rejoindre son grand frère Thomas et Cindy Billaud dans le groupe d'entrainement de Giscard Samba.
Il s'illustre lors du circuit de la Ligue de diamant 2014 en se classant en mai 2014 deuxième du Shanghai Golden Grand Prix, derrière le Chinois Xie Wenjun, en 13 s 26. Début juin, il remporte le meeting d'Eugene aux États-Unis, en établissant provisoirement la meilleure performance mondiale de l'année en 13 s 13, à un centième seulement de son record personnel. Il améliore cette performance le 11 juin en s'imposant lors des Bislett Games d'Oslo en 13 s 12, égalant ainsi son record personnel réalisé en 2013 au cours du Meeting Areva. Le 3 juillet, dans une course très relevée au meeting Athletissima de Lausanne, il remporte son troisième succès d'affilée en Ligue de diamant et améliore son record personnel en 13 s 06. Deux jours plus tard, il porte sa meilleure marque personnelle à 13 s 05 lors du Meeting Areva de Saint-Denis mais s'incline devant le Jamaïcain Hansle Parchment qui établit la meilleure performance mondiale de l'année en 12 s 94.
Le 13 juillet, à Reims, Pascal Martinot-Lagarde décroche son premier titre national en plein air en enlevant le 110 m haies des championnats de France, devançant finalement dans le temps de 13 s 10 ses compatriotes Dimitri Bascou et Simon Krauss. Le 18 juillet 2014, il remporte le  meeting Herculis de Monaco et établit à cette occasion un nouveau record de France en 12 s 95 (+0,2 m/s), améliorant de 2/100e de seconde l'ancienne meilleure marque nationale détenue depuis 2005 par Ladji Doucouré.
Lors des championnats d'Europe de Zurich, il remporte la médaille de bronze du 110 m haies en 13 s 29, derrière le Russe Sergueï Choubenkov et le Britannique William Sharman, à la suite du déclassement de Dimitri Bascou, initialement troisième de la finale. Vainqueur du Mémorial Van Damme 2014, à Bruxelles, en 13 s 08, il remporte la Ligue de diamant 2014.
La fin de saison de Martinot-Lagarde est marquée par un nouveau changement d'entraîneur. Avec son frère Thomas, il part du groupe d'entraînement de Giscard Samba pour rejoindre une structure d'entraînement où il travaille avec Laurence Bily, Benjamin Crouzet, Bruno Gajer et Renaud Longuèvre.

### Champion d'Europe en salle (2015)

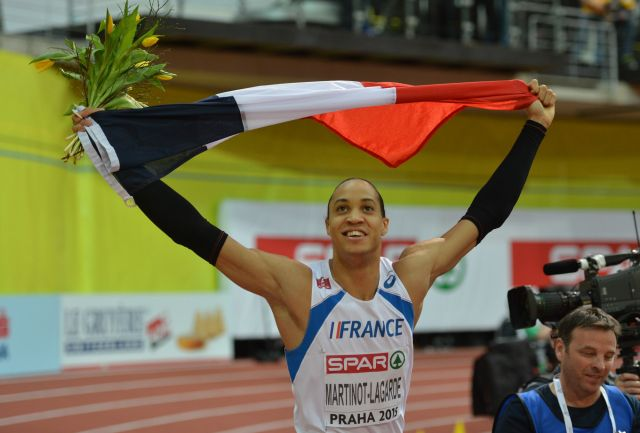
Pascal Martinot-Lagarde après sa victoire aux championnats d'Europe en salle 2015, à Prague.

De retour d'un stage en janvier en Afrique-du-Sud avec la Fédération, Pascal Martinot-Lagarde remporte le 24 janvier sa course de 60 m haies (7 s 63) dans le match international à Glasgow face à l'Allemagne, la Grande-Bretagne et l'Écosse. Mais il se blesse au muscle ischio-jambier le 29 janvier au départ du meeting de Düsseldorf. Après avoir fait l'impasse sur les Championnats de France d'athlétisme en salle à Aubière renonçant à un 4e titre consécutif, il est sélectionné aux Championnats d'Europe d'athlétisme en salle à Prague. En finale le 6 mars, et en parfait outsider, il devient champion d'Europe du 60 m haies (7 s 49), 1 centième devant le champion de France et grand favori, Dimitri Bascou (7 s 50), et Wilhem Belocian (7 s 52), réalisant ainsi un triplé historique inédit pour l'athlétisme français.
Il effectue sa rentrée estivale le 30 mai au Meeting Diamond League d'Eugene (USA). Vainqueur en 13 s 06 (+1,5 m/s) devant le champion olympique et recordman du monde Aries Merritt (13 s 12) et le champion du monde David Oliver (13 s 14), il réalise d'entrée la meilleure performance mondiale de l'année. Gênée par sa cuisse le long de la saison, Martinot-Lagarde échoue au pied du podium des Championnats du monde de Pékin en 13 s 17, bien loin de la médaille de bronze (Aries Merritt en 13 s 04).

### Vice-champion du monde en salle,4eaux Jeux olympiques de Rio (2016)
Rentré assez tardivement lors de sa saison hivernale le 21 février à Metz, Pascal y réalise deux très bonnes performances sur 60 mètres haies : 7 s 58 en série et 7 s 49, ce qui le place troisième au bilan mondial. La semaine suivante, il est sacré champion de France en salle en 7 s 47, après avoir bouclé sa série en 7 s 52. Le 20 mars, il obtient la médaille d'argent aux championnats du monde en salle en réalisant en finale 7 s 46, sa meilleure performance de l'hiver.
Blessé au dos en début de saison estivale, Martinot-Lagarde réalise 13 s 55 lors du Prefontaine Classic où il avait gagné les deux années précédentes (13 s 13 et 13 s 06). Il confirme malgré tout sa forme lors du Golden Gala de Rome en 13 s 29 puis au Meeting de Montreuil où il remporte la course en 13 s 23.
Le 16 août 2016, en finale des Jeux olympiques de Rio, Pascal Martinot-Lagarde échoue au pied du podium olympique en 13 s 29, battu pour la médaille de bronze par son compatriote Dimitri Bascou (13 s 25). Satisfait tout de même, il se rend le 6 septembre au Mémorial Hanžeković de Zagreb où il s'impose en 13 s 33 puis réalise 13 s 12 le 9 à Bruxelles, son meilleur temps de la saison.

### Vice-champion d'Europe en salle (2017)
Le 4 février, il termine 7e du meeting de Karlsruhe en 7 s 72, après avoir tapé plusieurs fois ses adversaires pendant la course. Il avait réalisé 7 s 57 en séries. Quatre jours plus tard à Paris au meeting en salle à l'AccorHotels Arena, il s'impose en 7 s 51, meilleure performance française de l'hiver égalée malgré avoir encore accroché un adversaire, Garfield Darien (2e en 7 s 54).
Le 19 février à Bordeaux, PML remporte son 5e titre de champion de France, en 7 s 52, devant Aurel Manga (7 s 53). Le 3 mars, lors des championnats d'Europe en salle à Belgrade, il termine second (7 s 52), 1 centième derrière le Britannique Andrew Pozzi (7 s 51) et 1 centième devant le Thèque Petr Svoboda (7 s 53).
Début mai, il déclare forfait pour ses compétitions à venir à la suite d'un œdème osseux au pied gauche, dont il souffre depuis un mois. Le 24 mai, il annonce devoir mettre un terme à sa saison estivale à cause d'une fissure de la base du cinquième métatarse. Par conséquent, il manquera les Championnats du monde de Londres.

### Saison 2018, le titre européen en plein air
Pascal Martinot-Lagarde est contraint de retarder sa rentrée hivernale à cause d'une légère blessure à la cuisse. En course contre le temps pour espérer une participation aux championnats du monde en salle de Birmingham, celui-ci entame sa saison à l'occasion des championnats de France en salle de Liévin : en séries, il court en 7 s 59 et réalise les minimas pour les mondiaux. Puis en finale, il améliore ce temps à 7 s 54 mais doit se contenter d'une médaille d'argent derrière Aurel Manga, vainqueur en 7 s 53.
Aux championnats du monde en salle de Birmingham, Pascal Martinot-Lagarde manque sa finale et termine 5e en 7 s 68. C'est la première fois depuis 2012 qu'il n'y remporte pas de médaille.
Pascal Martinot-Lagarde commence sa saison estivale au FBK Games d'Hengelo, le 3 juin, après avoir dû repousser sa rentrée à cause d'une blessure. Il réalise le temps de 13 s 42, à trois centièmes des minimas pour les championnats d'Europe de Berlin. Deux jours plus tard, à Turku, dans des conditions compliquées, il réalise 13 s 60. Le 13 juin, il remporte le Golden Spike Ostrava en 13 s 45. Six jours plus tard, à l'occasion du Meeting de Montreuil, le français décroche enfin les minimas en se classant 3e de la course en 13 s 28 (+ 0,5 m/s), derrière le champion du monde 2015 Sergueï Choubenkov, auteur de la meilleure performance mondiale de l'année et du record du meeting en 12 s 99, et du brésilien Gabriel Constantino, qui améliore le record d'Amérique du Sud en 13 s 23. Le 14 juillet, il obtient la seule victoire française de la 1re édition de la Coupe du monde d'athlétisme  à Londres en s'imposant en 13 s 22 (+1,0 m/s) devant le Jamaïcain Ronald Levy 13 s 30 et l'Américain Devon Allen 13 s 36. Le 20 juillet, il termine 3e du Meeting Herculis de Monaco en 13 s 20,.
Le 10 août, dans le stade olympique de Berlin pour les championnats d'Europe, Pascal Martinot-Lagarde remporte sur le fil son premier titre européen sur 110 m haies en 13 s 17 (record de la saison), devançant le favori Russe Sergueï Choubenkov de deux millièmes (13 s 17) et l'Espagnol Orlando Ortega (13 s 34). Il conserve le titre pour la France, succédant à Dimitri Bascou, titré en 2016 à Amsterdam, et devient le 5e français titré sur cette épreuve.
Le 23 août 2018 lors du meeting de Rovereto, le Jamaïcain Ronald Levy avec 13 s 37 (+0,7) le bat de quelques millièmes de seconde (même temps).

### 2019, première médaille mondiale
Pour son premier 60 m haies de la saison le 27 janvier 2019 à Paris, Pascal Martinot-Lagarde valide d'emblée les minima pour les championnats d'Europe en salle de Glasgow en gagnant sa série en 7 s 66. Il confirme le 1er février en s'imposant lors du meeting ISTAF indoor de Berlin en 7 s 62, temps qu'il améliore le 10 février en remportant le meeting de Liévin en 7 s 57. Il devient ensuite champion de France en salle le 16 février en signant la deuxième performance européenne de la saison hivernale en 7 s 52, puis décroche la médaille d'argent avec un temps de 7 s 61 aux championnats d'Europe en salle le 3 mars, battu d'un centième de seconde par le Chypriote Milan Trajkovic.
Pascal Martinot-Lagarde entame ensuite sa saison estivale le 11 mai à Yokohama au Japon à l'occasion des Mondiaux de relais, où il emmène le relais haies mixte français qui est éliminé dès les séries au temps pour 16 centièmes. Il doit cependant déclarer forfait pour le meeting de Ligue de Diamant de Rome du 6 juin en raison d'une petite déchirure à l'adducteur de la cuisse gauche, et ne revient à la compétition que le 5 juillet pour le 110 m haies du meeting de Lausanne, lors duquel il réalise en 13 s 34 les minima pour les championnats du monde de Doha. Le 28 juillet, il est battu aux championnats de France Elite de Saint-Etienne par Wilhem Belocian avec un chrono de 13 s 41 alors qu'il était tenant du titre. Le 11 août, il termine deuxième du 110 m haies des championnats d'Europe par équipes à Bydgoszcz en Pologne derrière l'Espagnol Orlando Ortega en 13 s 43, et ce en dépit d'un début de mononucléose. Pour son dernier meeting de la saison à Zurich le 29 août, il s'impose en 13 s 51 devant les Britanniques David King et Cameron Fillery.
Alors qu'il avait déjà signé des podiums sur les championnats du monde en salle, Pascal Martinot-Lagarde remporte sa première médaille de bronze en plein air sur 110 mètres haies aux championnats du monde de Doha le 2 octobre avec un chrono de 13 s 18, après avoir signé 13 s 12 en demi-finale. Il glane sa dixième médaille internationale chez les séniors et devient le premier Français médaillé depuis le titre de Ladji Doucouré en 2005 à Helsinki. Il partage la troisième marche du podium avec Orlando Ortega, derrière Sergueï Choubenkov et Grant Holloway.

### Saison 2020
Pour sa rentrée sur 60 m haies lors du meeting en salle de Paris le 2 février 2020, Pascal Martinot-Lagarde court en 7 s 66, assez loin derrière le Britannique Andrew Pozzi (7 s 52). Le 9 février à Metz, il finit deuxième en 7 s 70, battu par le Grec Konstantinos Douvalidis, avant d'améliorer sa meilleure marque de la saison le week-end suivant lors du meeting de l'Eure avec un temps de 7 s 61, se classant deuxième derrière l'Espagnol Orlando Ortgea. Le 19 février au meeting de Liévin, il réalise une "grosse course" selon ses propres mots pour décrocher la première victoire de sa saison avec un temps de 7 s 47, à deux centièmes seulement de son record personnel. Souffrant d'une inflammation à l'ischio-jambier droit, il préfère déclarer forfait pour les championnats de France Elite en salle le 29 février, concluant ainsi sa saison en salle 2020.
Lors de la saison estivale, il ne réalise qu'un seul 110m haies à Marseille le 3 septembre, qu'il termine en 13 s 63. Sa saison est ensuite écourtée en raison d'une blessure à l'ischio-jambier droit.

### Saison 2021, deuxième finale olympique
Le Français commence sa saison hivernale 2021 au meeting de Miramas, où il s'impose sur 60 m haies en 7 s 54 avec trois centièmes d'avance sur son compatriote Wilhem Belocian. Malheureusement pour lui, il se blesse à l'ischio-jambier droit lors de sa compétition suivante à Kalsruhe, même s'il assure ensuite sur les réseaux sociaux que sa blessure n'a rien de grave. Cette blessure l'oblige à déclarer forfait pour les Championnats de France en salle à Miramas se déroulant fin février. Par la suite, il déclare également forfait pour les Championnats d'Europe en salle de début mars.
Malgré une saison hachée par les blessures, Martinot-Lagarde se qualifie pour la finale du 110 m haies aux Jeux olympiques de 2020, la deuxième de sa carrière. Lors de celle-ci, il réalise le meilleur temps de sa saison en 13 s 16 mais termine à la 5e place, à seulement 6 centièmes du podium.

### Saison 2022, nouvelle médaille mondiale en salle
Le 20 mars 2022, il glane une médaille d'argent aux championnats du monde en salle de Belgrade en réalisant un temps de 7 s 50, derrière l'Américain Grant Holloway. C'est sa troisième médaille d'argent aux Mondiaux en salle après 2014 et 2016.
Le 17 août 2022, lors des Championnats d'Europe d'athlétisme à Munich, il décroche la médaille d'argent.

## Style
D'après Stéphane Caristan en août 2015, le point fort de Martinot-Lagarde dans la course est sa vitesse entre les haies : « Il a une capacité à courir dans l'intervalle qui est extraordinaire, c'est là qu'il est capable de garder le contact ou de faire la différence dans une course ».

## Vie privée
Pascal Martinot-Lagarde et sa compagne ont accueilli leur premier enfant le 29 août 2016, une fille prénommée Cameron. Le deuxième enfant du couple, un garçon, Jefferson, est né le 7 juillet 2017.

## Palmarès

### International
| Date | Compétition                       | Lieu             | Résultat | Épreuve     | Temps   |
| ---- | --------------------------------- | ---------------- | -------- | ----------- | ------- |
| 2009 | Championnats d'Europe juniors     | Novi Sad         | 4e       | 110 m haies | 13 s 45 |
| 2010 | Championnats du monde juniors     | Moncton          | 1er      | 110 m haies | 13 s 52 |
| 2012 | Championnats du monde en salle    | Istanbul         | 3e       | 60 m haies  | 7 s 53  |
| 2013 | Championnats d'Europe en salle    | Göteborg         | 3e       | 60 m haies  | 7 s 53  |
| 2013 | Championnats d'Europe par équipes | Gateshead        | 2e       | 110 m haies | 13 s 28 |
| 2014 | Championnats du monde en salle    | Sopot            | 2e       | 60 m haies  | 7 s 46  |
| 2014 | Championnats d'Europe par équipes | Brunswick        | 3e       | 110 m haies | 13 s 35 |
| 2014 | Championnats d'Europe             | Zurich           | 3e       | 110 m haies | 13 s 29 |
| 2014 | DécaNation                        | Angers           | 1er      | 110 m haies | 13 s 08 |
| 2014 | Ligue de diamant                  | Ligue de diamant | 1er      | 110 m haies | détails |
| 2015 | Championnats d'Europe en salle    | Prague           | 1er      | 60 m haies  | 7 s 49  |
| 2015 | Championnats d'Europe par équipes | Tcheboksary      | 2e       | 110 m haies | 13 s 42 |
| 2015 | Championnats du monde             | Pékin            | 4e       | 110 m haies | 13 s 17 |
| 2015 | DécaNation                        | Paris            | 2e       | 110 m haies | 13 s 27 |
| 2016 | Championnats du monde en salle    | Portland         | 2e       | 60 m haies  | 7 s 46  |
| 2016 | Jeux olympiques                   | Rio de Janeiro   | 4e       | 110 m haies | 13 s 29 |
| 2016 | Ligue de diamant                  | Ligue de diamant | 2e       | 110 m haies | détails |
| 2017 | Championnats d'Europe en salle    | Belgrade         | 2e       | 60 m haies  | 7 s 52  |
| 2018 | Championnats du monde en salle    | Birmingham       | 5e       | 60 m haies  | 7 s 68  |
| 2018 | Coupe du monde                    | Londres          | 1er      | 110 m haies | 13 s 22 |
| 2018 | Championnats d'Europe             | Berlin           | 1er      | 110 m haies | 13 s 17 |
| 2018 | Ligue de diamant                  | Ligue de diamant | 4e       | 110 m haies | 13 s 36 |
| 2018 | Coupe continentale                | Ostrava          | 3e       | 110 m haies | 13 s 31 |
| 2019 | Championnats d'Europe en salle    | Glasgow          | 2e       | 60 m haies  | 7 s 61  |
| 2019 | Championnats d'Europe par équipes | Bydgoszcz        | 2e       | 110 m haies | 13 s 46 |
| 2019 | Championnats du monde             | Doha             | 3e       | 110 m haies | 13 s 18 |
| 2021 | Jeux olympiques                   | Tokyo            | 5e       | 110 m haies | 13 s 16 |
| 2022 | Championnats du monde en salle    | Belgrade         | 2e       | 60 m haies  | 7 s 50  |
| 2022 | Championnats d'Europe             | Munich           | 2e       | 110 m haies | 13 s 14 |

### National
| Date | Compétition                     | Lieu              | Épreuve     | Place | Temps   |
| ---- | ------------------------------- | ----------------- | ----------- | ----- | ------- |
| 2012 | Championnats de France en salle | Aubière           | 60 m haies  | 1er   | 7 s 54  |
| 2013 | Championnats de France en salle | Aubière           | 60 m haies  | 1er   | 7 s 53  |
| 2014 | Championnats de France en salle | Bordeaux          | 60 m haies  | 1er   | 7 s 49  |
| 2014 | Championnats de France          | Reims             | 110 m haies | 1er   | 13 s 10 |
| 2015 | Championnats de France          | Villeneuve-d'Ascq | 110 m haies | 2e    | 13 s 28 |
| 2016 | Championnats de France en salle | Aubière           | 60 m haies  | 1er   | 7 s 47  |
| 2016 | Championnats de France          | Angers            | 110 m haies | 6e    | 13 s 73 |
| 2017 | Championnats de France en salle | Bordeaux          | 60 m haies  | 1er   | 7 s 52  |
| 2018 | Championnats de France en salle | Liévin            | 60 m haies  | 2e    | 7 s 54  |
| 2018 | Championnats de France          | Albi              | 110 m haies | 1er   | 13 s 33 |
| 2019 | Championnats de France en salle | Miramas           | 60 m haies  | 1er   | 7 s 52  |
| 2019 | Championnats de France          | Saint-Étienne     | 110 m haies | 2e    | 13 s 41 |

## Records
| Épreuve     | Temps        | Lieu        | Date             |
| ----------- | ------------ | ----------- | ---------------- |
| 60 m haies  | 7 s 45       | Mondeville  | 1er février 2014 |
| 110 m haies | 12 s 95 (NR) | Fontvieille | 18 juillet 2014  |

### Meilleures performances par année
| Année | Temps   | Date             | Lieu      | Rang |
| ----- | ------- | ---------------- | --------- | ---- |
| 2010  | 13 s 74 | 16 mai 2010      | Montgeron | 121  |
| 2011  | N/A     | N/A              | N/A       | N/A  |
| 2012  | 13 s 41 | 2 juin 2012      | Castres   | 41   |
| 2013  | 13 s 12 | 6 juillet 2013   | Paris     | 6    |
| 2014  | 12 s 95 | 18 juillet 2014  | Monaco    | 2    |
| 2015  | 13 s 06 | 30 mai 2015      | Eugene    | 7    |
| 2016  | 13 s 12 | 9 septembre 2016 | Bruxelles | 6    |
| 2017  | N/A     | N/A              | N/A       | N/A  |
| 2018  | 13 s 17 | 10 août 2018     | Berlin    | 5    |
| 2019  | 13 s 12 | 2 octobre 2019   | Doha      | 5    |
| 2020  | 13 s 63 | 3 septembre 2020 | Marseille | 47   |
| 2021  | 13 s 16 | 5 août 2021      | Tokyo     | 13   |
| 2022  | 13 s 14 | 17 août 2022     | Munich    | 10   |
| 2023  | 13 s 35 | 29 juillet 2023  | Albi      | 43   |
| 2024  | 13 s 70 | 30 juin 2024     | Angers    | 193  |

| Année | Temps  | Date                          | Lieu             | Rang |
| ----- | ------ | ----------------------------- | ---------------- | ---- |
| 2010  | 7 s 71 | 6 février 2010                | Val-de-Reuil     | 51   |
| 2011  | 7 s 71 | 23 janvier 2011               | Eaubonne         | 43   |
| 2012  | 7 s 53 | 11 mars 2012                  | Istanbul         | 10   |
| 2013  | 7 s 53 | 16 février 2013 1er mars 2013 | Aubière Göteborg | 6    |
| 2014  | 7 s 45 | 1er février 2014              | Mondeville       | 1    |
| 2015  | 7 s 49 | 6 mars 2015                   | Prague           | 4    |
| 2016  | 7 s 46 | 20 mars 2016                  | Portland         | 3    |
| 2017  | 7 s 51 | 8 février 2017                | Paris            | 4    |
| 2018  | 7 s 52 | 4 mars 2018                   | Birmingham       | 10   |
| 2019  | 7 s 52 | 16 février 2019               | Miramas          | 5    |
| 2020  | 7 s 47 | 19 février 2020               | Liévin           | 2    |
| 2021  | 7 s 54 | 22 janvier 2021               | Miramas          | 11   |
| 2022  | 7 s 46 | 17 février 2022               | Liévin           | 3    |
| 2023  | 7 s 53 | 11 février 2023               | Paris            | 11   |
| 2024  | 7 s 72 | 28 février 2024               | Val-de-Reuil     | 101  |